# Supergrass (álbum)
Supergrass es el tercer álbum de estudio de la banda homónima. Editado en 1999 llegó a alcanzar el número 3 en las listas de ventas del Reino Unido. 

## Lista de canciones
1. "Moving" – 4:26
2. "Your Love" – 3:27
3. "What Went Wrong (In Your Head)" – 4:05
4. "Beautiful People" – 3:22
5. "Shotover Hill" – 3:43
6. "Eon" – 3:44
7. "Mary" – 4:00
8. "Jesus Came from Outta Space" – 4:10
9. "Pumping on Your Stereo" – 3:20
10. "Born Again" – 3:38
11. "Far Away" – 5:05
12. "Mama & Papa" – 2:30

### Australian bonus disc
La edición australiana del álbum se lanzó con varios bonus-track:
1. "Pumping on Your Stereo" (live from Peel Acres)
2. "Sun Hits the Sky" (live from Peel Acres)
3. "Mary" (from  (Lamacq Live)
4. "Richard III" (live from Peel Acres)
5. "Strange Ones" (live from Peel Acres)

- Datos: Q1939364